# Lois Wilfred Griffiths
Pour les articles homonymes, voir Griffiths.
Lois Wilfred Griffiths (27 juin 1899 – 9 novembre 1981) est une mathématicienne et professeure américaine. Elle a travaillé en tant que chercheuse, mathématicienne et professeure durant 37 ans à l'Université Northwestern avant de prendre sa retraite en 1964. Elle est surtout connue pour son travail sur les nombres polygonaux. Elle a publié de nombreux ouvrages et a écrit un manuel, Introduction to the Theory of Equations publié en 1945.

## Enfance et éducation

### Enfance
Lois Wilfred Griffiths est née le 27 juin 1899, de Frederick William Griffiths, ministre, et Lena Jones Griffiths, institutrice, à Chagrin Falls dans l'Ohio. Son père avait émigré aux États-Unis en 1880, originaire du Pays de Galles. Aux États-Unis, il a obtenu un Baccalauréat ès Arts de l'Oberlin College en 1893 et un Baccalauréat en théologie du Séminaire Oberlin de Théologie en 1896,. Lena Jones Griffiths est née aux États-Unis et a étudié à l'Université d'État d'Emporia. En 1898, ils ont déménagé vers l'Ohio, où Lena a donné naissance à Harold F. Griffiths en 1898 et Lois en 1899. Ils ont déménagé de nouveau en 1899 vers Jennings, Territoire de l'Oklahoma, avant de s'installer définitivement à Seattle en 1904.

### L'éducation
Griffiths a fréquenté des écoles publiques dans l'état de Washington, puis l'Université de Washington. Elle a servi comme assistante au Contrôleur de l'université au cours de ses études de premier cycle. En 1921, elle a obtenu un baccalauréat. En 1923, elle a obtenu une Maîtrise de l'Université de Washington, après avoir écrit Contact Curves of the Rational Cubic. L'article a été publié sous forme dactylographiée par l'Université. Elle a été élue en tant que membre de l'American Mathematical Society en septembre 1923, à la suite de thèse de maîtrise a été publiée dans le Bulletin de l'American Mathematical Society.
En octobre 1925, elle s'inscrit à l'Université de Chicago , pour poursuivre un doctorat en mathématiques. Elle a été supervisée par le mathématicien Leonard Eugene Dickson. Sa thèse intitulée Certain quaternary quadratic forms and diophantine equations by generalized quaternion algebras lui a valu un doctorat en 1927.

## Carrière
En 1927, après l'obtention de son doctorat, elle a été engagée comme professeure de mathématiques à l'Université Northwestern à Evanston, dans l'Illinois, où elle a passé le reste de sa carrière. En 1930, elle a été promue au poste d'assistante professeure de mathématiques, et en 1938, elle a été nommée professeure associée. Elle a pris sa retraite de l'Université Northwestern en 1964 et a été nommée professeur émérite.
Au cours de sa carrière professionnelle, elle a publié de nombreux articles de mathématiques comme Generalized Quaternion Algebras and the Theory of Numbers (1928) et Representation of Integers in the Form x2 + 2y2 + 3z2 + 6w2 (1929), dans l'American Journal of Mathematics. Elle a également publié A generalization of the Fermat theorem on polygonal numbers (1930) dans les Annales de Mathématiques, Representation by Extended Polygonal Numbers and by Generalized Polygonal Numbers (1933) et Representation as Sums of Multiples of Generalized Polygonal Numbers (1936).
Griffiths a également écrit des recensions d'articles de mathématiques comme Introduction to the Theory of Groups of Finite Order (1939) par Robert Daniel Carmichael, An Introduction to Abstract Algebra (1941) par Cyrus Colton MacDuffee, et A Survey of Modern Algebra by Garrett Birkhoff (1942) par Saunders Mac Lane. Elle a également publié des notes sur les fonctions de nombres polygonaux.
Elle a écrit un livre sur les déterminants et les systèmes d'équations linéaires, publié dans le manuel Introduction to the Theory of Equations par John Wiley et Sons, en 1945.
À la suite de la publication du livre, elle a écrit deux autres articles, Outline of the theory of groups (1948) et Matrices and linear dependence (1949), qui n'ont jamais été publiés.

## Vie personnelle et mort
Sa mère Lena vécut avec elle à Evanston à partir de 1945 jusqu'à sa mort en 1956. Lois Griffiths est morte le 9 novembre 1981 à Skokie, Illinois.

## Reconnaissance
Griffiths a été honorée en 1954, membre à vie de la Northwestern University Alumni Association (en).

## Lectures
- T A Brown, « Review: Introduction to the Theory of Equations by Lois Wilfred Griffiths », The Mathematical Gazette,‎ 1949, p. 57-58
- L W Griffiths, « Book Review: A Survey of Modern Algebra by Garrett Birkhoff; Saunders MacLane. », Natl. Math. Mag.,‎ 1942, p. 268-269
- L W Griffiths, « Book Review: An Introduction to Abstract Algebra by Cyrus Colton MacDuffee, », Natl. Math. Mag.,‎ 1941, p. 211-212
- L W Griffiths, « Book Review: Introduction to the Theory of Groups of Finite Order by Robert D Carmichael, », Natl. Math. Mag.,‎ 1939, p. 353-354
- L W Griffiths, « On Hypergroups, Multigroups, and Product Systems. », Amer. J. Math.,‎ 1938, p. 345-354
- « The Eatonville Dispatch, A Weekly Paper For Tacoma Eastern People », The Eatonville Dispatch,‎ 6 septembre 1918
- « The Eatonville Dispatch, A Weekly Paper For Tacoma Eastern People », The Eatonville Dispatch,‎ 6 décembre 1918